# Борщёвский спиртовой завод
Борщёвский спиртовой завод (укр. Борщівський спиртовий завод) — предприятие пищевой промышленности в городе Борщёв Тернопольской области.

## История
Предприятие возникло в 1907 году как частная винокурня.
После начала Первой Мировой войны Борщёв оказался в зоне боевых действий и предприятие прекратило функционирование.
В 1940 году спиртзавод был восстановлен и возобновил работу как государственное предприятие.
Во время Великой Отечественной войны завод пострадал в ходе боевых действий и немецкой оккупации города (7 июля 1941 — 6 апреля 1944), но уже в конце 1944 года был восстановлен.
В советское время спиртзавод входил в число крупнейших предприятий города.
После провозглашения независимости Украины завод перешёл в ведение государственного комитета пищевой промышленности Украины. В марте 1995 года Верховная Рада Украины внесла завод в перечень предприятий, приватизация которых запрещена в связи с их общегосударственным значением.
После создания в июне 1996 года государственного концерна спиртовой и ликёро-водочной промышленности «Укрспирт», завод был передан в ведение концерна «Укрспирт».
В начале 2004 года завод прошёл сертификацию на соответствие стандартам ISO 9000.
В октябре 2008 года предприятие было реорганизовано. Начавшийся в 2008 году экономический кризис осложнил положение завода, в январе 2009 года здесь было принято решение о увольнении 129 работников.
В июле 2010 года государственный концерн «Укрспирт» был преобразован в государственное предприятие «Укрспирт», завод остался в ведении ГП «Укрспирт».